# Markus Wildauer
Markus Wildauer (Schlitters, 25 maggio 1998) è un ex ciclista su strada austriaco, attivo in formazioni UCI dal 2017 al 2021.

## Palmarès

### Strada
- 2016 (Juniores)

Campionati austriaci, prova in linea Junior
- 2018 (Tirol Cycling Team, una vittoria)

2ª tappa Giro d'Italia Giovani Under 23 (Nonantola > Sestola)

#### Altri successi
- 2018 (Tirol Cycling Team)

Classifica giovani Gemenc Grand Prix

## Piazzamenti

### Competizioni mondiali
- Campionati del mondo

Richmond 2015 - In linea Junior: 36º
Doha 2016 - Cronometro Junior: 38º
Doha 2016 - In linea Junior: ritirato
Innsbruck 2018 - Cronometro Under-23: 34º
Yorkshire 2019 - Cronometro Under-23: 9º
Yorkshire 2019 - In linea Under-23: 46º
Imola 2020 - In linea Elite: ritirato

### Competizioni europee
- Campionati europei

Zlín 2018 - Cronometro Under-23: 3º
Zlín 2018 - In linea Under-23: ritirato
Alkmaar 2019 - Cronometro Under-23: 15º
Alkmaar 2019 - In linea Under-23: non partito
Plouay 2020 - Cronometro Under-23: 12º
Plouay 2020 - In linea Under-23: 98º